# Danh sách tàu hư hại bởi Thần Phong
Đây là danh sách tàu Đồng Minh bị hư hại do các cuộc tấn công của lực lượng Thần phong trong Thế chiến II.
- USS Aaron Ward (DM-34) (Tháng Năm, 1945)[1]
- USS Achernar (AKA-53) (Tháng Tư, 1945)[2]
- USS Achilles (ARL-41)
- USS Alpine (APA-92)
- USS Ammen (DD-527)
- USS Anthony (DD-515)
- USS Apache (ATF-67)
- HMAS Arunta (I30)
- HMAS Australia (D84)
- USS Bache (DD-470)
- USS Barry (DD-248)
- USS Belknap (DD-251)
- USS Belleau Wood (CVL-24)
- USS Bennett (DD-473)
- USS Birmingham (CL-62)
- USS Bowers (DE-637)
- USS Braine (DD-630)
- USS Bright (DE-747)
- USS Brooks (DD-232)
- USS Bryant (DD-665)
- USS Bullard (DD-660)
- USS Bunker Hill (CV-17)
- USS Butler (DD-636)
- USS Cabot (CVL-28)
- USS Caldwell (DD-605)
- USS California (BB-44)
- USS Callaway (APA-35)
- USS Cassin Young (DD-793)
- USS Champion (AM-314)
- USS Chase (DE-158)
- USS Claxton (DD-571)
- USS Colorado (BB-45)
- USS Columbia (CL-56)
- USS Comfort (AH-6)
- USS Cowell (DD-547)
- USS Daly (DD-519)
- USS Devilfish (SS-292)
- USS Dickerson (DD-157)
- USS Dorsey (DD-117)
- USS Douglas H. Fox (DD-779)
- USS DuPage (APA-41)
- USS England (DE-635)
- USS Enterprise (CV-6)
- USS Essex (CV-9)
- USS Evans (DD-552)
- USS Facility (AM-233)
- HMS Formidable (67)
- USS Forrest (DD-461)
- USS Franklin (CV-13)
- USS Gansevoort (DD-608)
- USS Gilligan (DE-508)
- USS Gregory (DD-802)
- USS Guest (DD-472)
- USS Gwin (DM-33)
- USS Haggard (DD-555)
- USS Halloran (DE-305)
- USS Hambleton (DD-455)
- USS Hancock (CV-19)
- USS Hank (DD-702)
- USS Haraden (DD-585)
- USS Harding (DD-625)
- USS Haynsworth (DD-700)
- USS Hazelwood (DD-531)
- USS Henrico (APA-45)
- USS Hinsdale (APA-120)
- USS Hobson (DD-464)
- USS Hodges (DE-231)
- USS Hopkins (DD-249)
- USS Howorth (DD-592)
- USS Hughes (DD-410)
- USS Hyman (DD-732)
- HMS Indefatigable (R10)
- USS Ingraham (DD-694)
- USS Isherwood (DD-520)
- USS J. William Ditter (DM-31)
- USS Kadashan Bay (CVE-76)
- USS Kalinin Bay (CVE-68)
- USS Keokuk (CMc-6)
- USS Kidd (DD-661)
- USS Kimberly (DD-521)
- USS Kitkun Bay (CVE-71)
- USS La Grange (APA-124)
- USS Laffey (DD-724)
- USS Lamson (DD-367)
- USS Leutze (DD-481)
- USS Liddle (DE-206)
- USS Lindsey (DM-32)
- USS Louisville (CA-28)
- USS Loy (DE-160)
- USS LSM(R)-189
- USS LST-884
- USS Mahnomen County (LST-912)
- USS Manila Bay (CVE-61)
- SS Marcus Daly
- USS Marcus Island (CVE-77)
- USS Maryland (BB-46)
- USS Mississippi (BB-41)
- USS Montpelier (CL-57)
- USS Morris (DD-417)
- USS Mullany (DD-528)
- USS Nashville (CL-43)
- USS Natoma Bay (CVE-62)
- USS Nevada (BB-36)
- USS New Mexico (BB-40)
- USS New York (BB-34)
- USS Newcomb (DD-586)
- USS O'Neill (DE-188)
- USS Orestes (AGP-10)
- USS Pathfinder (AGS-1)
- USS Pinkney (APH-2)
- USS Prichett (DD-561)
- USS Purdy (DD-734)
- USS Rall (DE-304)
- USS Ralph Talbot (DD-390)
- USS Randolph (CV-15)
- USS Ransom (AM-283)
- USS Rathburne (DD-113)
- USS Rednour (APD-102)
- USS Reno (CL-96)
- USS Riddle (DE-185)
- USS Roper (DD-147)
- USS Salamaua (CVE-96)
- USS Samuel S. Miles (DE-183)
- USS Sandoval (APA-194)
- USS Sangamon (CVE-26)
- USS Santee (CVE-29)
- USS Savo Island (CVE-78)
- USS Sederstrom (DE-31)
- USS Shubrick (DD-639)
- USS Sims (DE-154)
- USS Sonoma (AT-12)
- USS Southard (DD-207)
- USS Spectacle (AM-305)
- USS St. George (AV-16)
- USS St. Louis (CL-49)
- USS Stafford (DE-411)
- USS Suwannee (CVE-27)
- USS Taluga (AO-62)
- USS Telfair (APA-210)
- USS Tennessee (BB-43)
- USS Terror (CM-5)
- USS Thatcher (DD-514)
- USS Tyrrell (AKA-80)
- USS Wadsworth (DD-516)
- USS Walke (DD-723)
- USS Wesson (DE-184)
- USS White Plains (CVE-66)
- USS Whitehurst (DE-634)
- USS Wilson (DD-408)
- USS Witter (DE-636)
- USS Zeilin (APA-3)